# Acomastylis rossii
Acomastylis rossii là loài thực vật có hoa trong họ Hoa hồng. Loài này được (R. Br.) Greene mô tả khoa học đầu tiên năm 1906.